# Xã Leonard, Quận Cass, Bắc Dakota
Xã Leonard (tiếng Anh: Leonard Township) là một xã thuộc quận Cass, tiểu bang Bắc Dakota, Hoa Kỳ. Năm 2010, dân số của xã này là 108 người.